# AS阿德玛 149–0 奥林匹克埃米内
这个悬殊的比分，是足球史上最悬殊的赢球比分纪录。该纪录被健力士世界大全收录。
在1885年的苏格兰足总杯中，阿布洛斯对阵邦阿科德所得的36-0的比分纪录，是职业足球历史上最早的悬殊比分纪录。第二次世界大战之前在英国英格兰地区诺丁汉市内所舉辦的一场足球联赛曾出现过52-0的悬殊比分纪录，在澳大利亚的某地级市联赛还出現过43-0的悬殊比分纪录。
目前，被国际足联承认的最悬殊足球比分纪录是2001年的2002韩日世界杯大洋洲区预选赛中，澳大利亚对阵美属萨摩亚赛事的31-0比分纪录。2006年的江西省吉安市结束的江西省第十二届运动会的女足青少年比赛上，吉安市对阵鹰潭市在80分钟比赛里面出现了40-0的悬殊比分纪录。2013年7月10日，在尼日利亚第四级别联赛当中，高原联对阵警察联出现过79-0和67-0的惊人悬殊比分纪录。

## 回顾
马达加斯加足球联赛季后赛（又称THB冠军联赛）是由联赛结束后前四名的队伍进行的比赛，以角逐出最后的冠军名额。该比赛以小组赛双循环形式（主客场循环制）来决定冠军归属，若两回合过后总比分持平，则由第三场附加赛（最后一个回合）来决定晋级球队或冠军归属。
在2002年THB冠军联赛内，AS阿德玛和奥林匹克埃米内两支足球队晋级了该联赛的总决赛。前两回合双方为2-2平手，第三回合为AS阿德玛的主场，球赛开球不久，奥林匹克埃米内队教练Ratsimandresy Ratsarazaka与裁判发生争执，以表示对上一场球赛裁判的争议判罚的抗议。奥林匹克埃米内队的全体成员，为表达对上一场球赛的不满情绪，球赛一开始，便朝着本方球门射球，AS阿德玛队队员困惑不已。
该情况发生时，主裁判并没有立刻结束比赛。随后，因该比赛出现的意外情况，售票亭发售的比赛门票费用均退换给在场观众。

## 赛后声音及事态进展
得知奥林匹克埃米内足球队在那场比赛作客以0-149的战绩惨败而只获得亚军成绩，而无缘非洲联赛冠军杯以后，马达加斯加足协对奥林匹克埃米内足球队教练扎卡比给予在3年内停止执教任何一场比赛处分、3位在球场上的人士——其中2位疯狂进乌龙球（1名守门员和1名前锋）的足球选手和奥林匹克埃米内足球俱乐部董事长玛米索亚·纳扎芬德拉克托，都给予了禁止进入体育场内比赛或观战3年的处分，肇事两队的其他队员给予了警告处罚，执法裁判未受处罚。

## 结果
| 2002年10月31日 |

| AS阿德玛                     | 149 - 0 | 奥林匹克埃米内 |
| ---------------------------- | ------- | -------------- |
| 奥林匹克埃米内 乌龙球' 149个 |         |                |

| 马达加斯加塔那那利佛市玛哈玛西娜体育场 |

| 队伍               | 赛 | 胜 | 平 | 负 | 进球 | 失球 | 净胜球 | 得分 |
| ------------------ | -- | -- | -- | -- | ---- | ---- | ------ | ---- |
| AS阿德玛           | 6  | 4  | 1  | 1  | 153  | 2    | +151   | 13   |
| DSA阿茨蒙多拉诺    | 5  | 1  | 3  | 1  | 3    | 3    | 0      | 6    |
| 奥林匹克埃米内     | 6  | 1  | 3  | 2  | 5    | 154  | -149   | 6    |
| 阿姆波希德拉特里摩 | 5  | 0  | 3  | 2  | 3    | 5    | -2     | 3    |